# Aghori

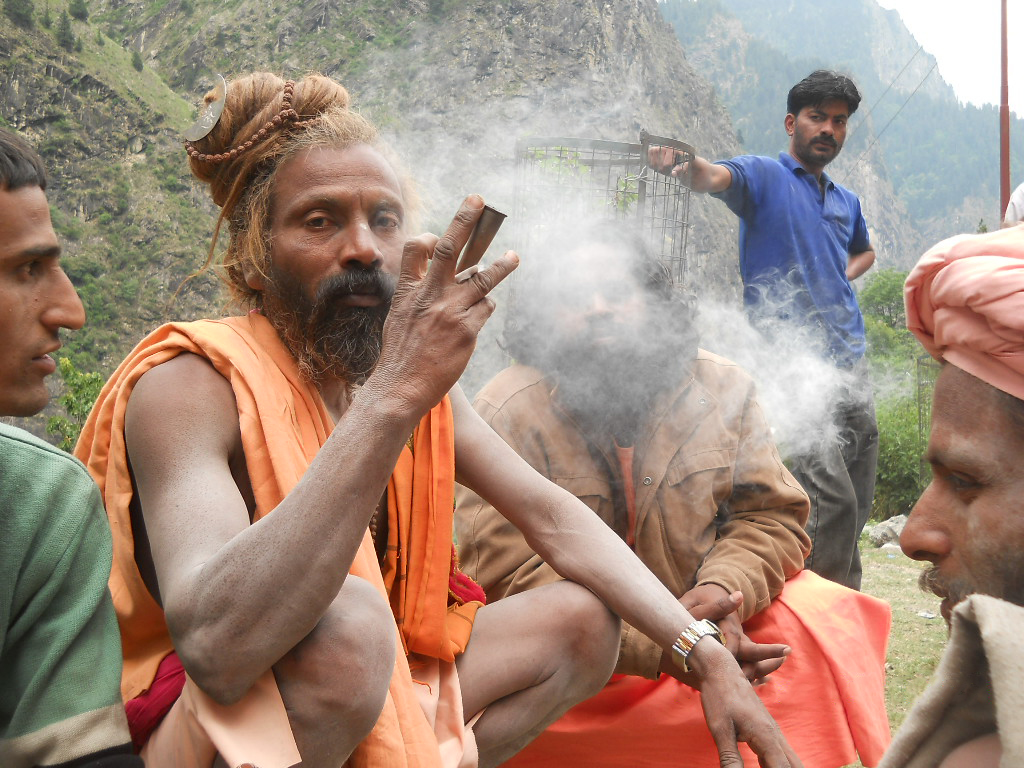
Aghori

Aghori (även aghora sanskrit; devanagari: अघोर) är en hinduisk asketisk sekt med ursprung i Kapalika. De är mest kända för en rituell kannibalism och anses på sina håll ha förmågan att hela och lindra smärta. 
Sektens medlemmar bosätter sig på sådana hinduiska begravningsplatser, där de döda eldbegänges och kroppar som endast delvis förtärts av elden grävs ner i marken. Det förekommer sedan att aghori gräver upp kroppsdelar för att inta dem som föda. Av religiösa skäl äter man även mänsklig avföring, och till skillnad från de flesta andra devota, asketiskt lagda hinduer avhåller man sig vare sig från att äta kött, dricka alkohol, använda narkotika eller utöva sex i njutningssyfte.
Aghori dyrkar guden Shiva i den avatar som benämnes Bhairava. De anses att frigörelsen (moksha) från den eviga cykeln av reinkarnation (samsara) förutsätter att jaget inte avgränsas från skapelsen utan tvärtom identifieras med den. Shiva anses ha skapat och uppehållit världen, och eftersom Shiva är en helt perfekt entitet måste skapelsen i sin helhet också vara perfekt. Sålunda finns inga föroreningar eller orenheter från vilka de troende måste hålla ifrån sig.